# Катаріна Саксонська (1468 — 1524)
Катаріна Саксонська (нім. Katharina von Sachsen, 26 липня 1468, Грімма, Саксонія  — 10 лютого 1524, Каленберг) — друга дружина ерцгерцога Австрії Сигізмунда. 
Катаріна була старшою дитиною герцога саксонського Альбрехта. Вже у віці 16 років вона у 1484 у місті Інсбрук стала другою дружиною ерцгерцога Сигізмунда, якому тоді вже було 56 років. Шлюб залишався бездітним. 